# Leivonmäki
Leivonmäki est une ancienne municipalité du centre-sud de la Finlande, dans la région de Finlande-Centrale. Elle a été rattachée au 1er janvier 2008 à la municipalité de Joutsa. elle comptait un peu plus de 1100 habitants au moment de la fusion.

## Présentation
La commune se situait à l'est du lac Päijänne, avec seulement un petit débouché sur le lac au niveau de Rutalahti. Le terrain est accidenté et le territoire est largement impropre à l'agriculture, couvert de forêts, marais et eskers. On y trouve le parc national du même nom.
Le village centre est traversé par la nationale 4 (E75), le principal axe nord-sud du pays. La capitale régionale, Jyväskylä, est distante de 52 km.
Leivonmäki était au moment de sa disparition entourée par les communes par Joutsa au sud, Luhanka au sud-ouest, Korpilahti à l'ouest, Toivakka au nord, et enfin Kangasniemi à l'est (Savonie du Sud).

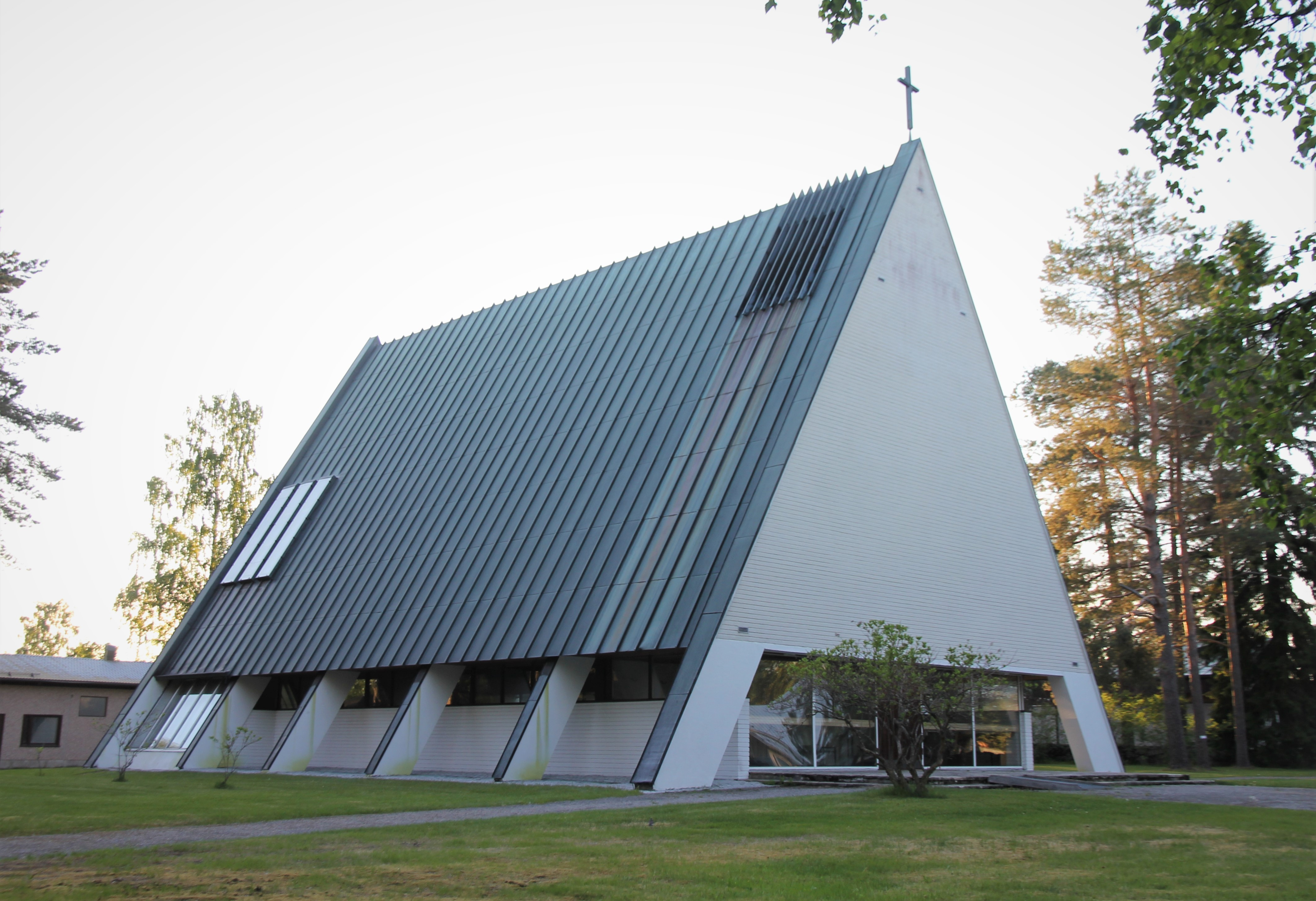
Église de Leivonmäki.